# Le belve di Tarzan
Le belve di Tarzan è un romanzo scritto da Edgar Rice Burroughs, terzo della serie del personaggio di Tarzan, pubblicato per la prima volta a puntate in un periodico nel 1914. Successivamente nel 1916 l'autore A.C. McClurg pubblicò il racconto in forma di libro.

## Trama
La storia inizia poco dopo la fine del precedente libro Il ritorno di Tarzan. Tarzan Greystoke ha appena ereditato dallo zio i titoli di nobile inglese ed ha sposato la sua amata Jane Porter ed ha avuto un figlio di nome Jack. Ora, Tarzan, dopo aver trascorso molto tempo nella sua residenza nelle terre Waziri a Uziri, in Africa, è ritornato a Londra, per la stagione pluviale. Tuttavia, il piccolo viene presto rapito dai nemici storici di Tarzan, Nicolas Rokoff e Alexis Paulvitch, che sono sfuggiti dalla prigione del libro precedente. All'inizio i lord e la polizia non sanno da che parte iniziare le ricerche, finché un messaggio di Rokoff non induce Tarzan a precipitarsi nella sua trappola. Il trucco funziona e Tarzan viene catturato e imprigionato in una nave, dove ben presto finisce anche Jane, avventuratasi precipitosamente alla ricerca di Jack e del marito.
Durante il tragitto, Tarzan viene a sapere da Rokoff che quest'ultimo intende vendicarsi degli affronti dell'uomo-scimmia accanendosi sul figlio: ben presto la nave, diretta per l'Africa, approda su un'isoletta dove il capitano scarica Tarzan, pensando che ben presto le bestie lo massacreranno, e subito riparte per la zona destinata dove offrire il figlio Jack ad una tribù cannibale, che forse lo crescerà come un suo bambino, mentre la sorte di Jane sarà lasciata all'immaginazione.
Tarzan, grazie al suo sangue freddo e alle sue abilità di scimpanzé, sconfigge però Sheeta la Pantera, poi una tribù di grandi scimmie guidata dall'intelligente Akut, e infine un guerriero nativo di nome Mugambi. Alleatosi con gli sconfitti, Tarzan raggiunge la terraferma e, armato fino ai denti, raggiunge l'Africa e il covo di Rokoff; dopo una violenta battaglia l'eroe uccide quest'ultimo, salvando moglie e figlio. Il complice Pauvitch, creduto morto durante lo scontro, riesce invece a fuggire nella giungla. Tarzan e famiglia tornano a Londra insieme a Mugambi, e a quest'ultimo viene offerto un posto nella residenza di Tarzan a Waziri.